# Khammam
Khammam là một thành phố và khu đô thị của quận Khammam thuộc bang Andhra Pradesh, Ấn Độ.

## Địa lý
Khammam có vị trí 17°15′B 80°09′Đ / 17,25°B 80,15°Đ Nó có độ cao trung bình là 107 mét (351 feet).

## Nhân khẩu
Theo điều tra dân số năm 2001 của Ấn Độ, Khammam có dân số 158.022 người. Phái nam chiếm 51% tổng số dân và phái nữ chiếm 49%. Khammam có tỷ lệ 72% biết đọc biết viết, cao hơn tỷ lệ trung bình toàn quốc là 59,5%: tỷ lệ cho phái nam là 78%, và tỷ lệ cho phái nữ là 66%. Tại Khammam, 11% dân số nhỏ hơn 6 tuổi.